# ウェディングシューズ
ウェディングシューズ（英: Wedding Shoes)とは、結婚式や結婚式用の写真撮影の際にタキシード、ドレスに合わせて履く靴である。
従来は、白のエナメルシューズのレンタルが主流だったが、昨今では新しいウェディングシューズを購入する花嫁も増えている。リゾート・ガーデン・レストランなどの多様化した挙式スタイルになり、女性のウェディングシューズはクローズトゥパンプスに限らず、ミュールタイプなどデザイン性の高いものも一般化している。特にシルクサテンやレースの生地で作られた、繊細な靴を指す事が多い。

## 解説
ウェディングシューズはもともと欧米の文化で、ウェディングパーティーで一番の見せ場であるファーストダンス（新郎新婦が列席所の前で踊る儀式）のための シューズ。幼少期から憧れるウェディングドレスにあわせて運命の一足を購入し、ウェディングドレスと同じように、大切なウェディングアイテムとして保管するもの。日本では、住宅事情の関係でドレスの保管は難しいが、ベールやウェディングシューズなどの小物は保管する傾向にある。近頃では、欧米の文化に習い新郎新婦がウェディングシューズの送り合いや、ペアシューズを好む傾向にある。
生地は、ウェディングドレスに多く使用されるシルクサテンやレースを施したシューズが主流。ヒールの高さは1 - 3cm、7 - 9cm、12 - 15cmと大きく分けて3タイプあり、長時間履くためピンヒールではなく安定感があり歩きやすいものが求められる。男性のウェディングシューズは、ブラック・ブラウン・ホワイトなどの革靴があり、女性が高いヒールを履くことが多い結婚式では、写真栄えやスタイルアップを考慮し、男性も5 - 6cmのシークレットシューズが一般化している。男性女性共に、天然皮革のシューズが多く、長時間履いていてもムレにくい通気性の良さを目的としている。

## ウェディングシューズの種類
- クローズトゥパンプス
- オープントゥパンプス
- ミュール
- ブーツ

など

## 主な日本のウェディングシューズメーカー
- BENIR

## 海外メーカー
- ジミー・チュウ
- クリスチャン・ルブタン
- ベンジャミン・アダムス

など